# Henri de Suarez
Henri de Suarez dit le bailli d'Aulan, né le 22 avril 1704 à Avignon et mort le 23 février 1775 à Saint-Martin-de-Ré, est un général français membre de l'ordre de Saint-Jean de Jérusalem.

## Biographie
Fils de François Quénin de Suarez, seigneur d'Aulan, consul d'Avignon, et d'Anne Gabrielle de Brancas, neveu de Louis Alphonse de Suarez et frère de Louis-Marie de Suarez d'Aulan, Henri de Suarez est présenté de minorité en 1718 dans l'ordre de Saint-Jean de Jérusalem. Il est commandeur de la commanderie de Temple-sur-Lot.
Il entre au service de la France en qualité de volontaire dans le régiment d'Orléans-infanterie en 1720. Il prend part aux campagnes en Italie de 1733 à 1736, en Bavière de 1742 à 1745, en Bohême de 1744 à 1745 et en Flandre en 1746. Il commande un régiment de grenadiers royaux à la bataille de Lauffeld en juillet 1747 et au Siège de Maastricht en 1748. Il reçoit le brevet de brigadier des armées du roi le 20 octobre 1758, puis colonel du régiment des Grenadiers-Royaux d'Aulan le 10 février 1759, et est nommé gouverneur commandant pour le roi de la ville et de l'Île de Ré le 1er mai 1760, et est promu au grade de maréchal des camps et armées du roi le 20 février 1761.
Il est mort dans son gouvernement en 1775.

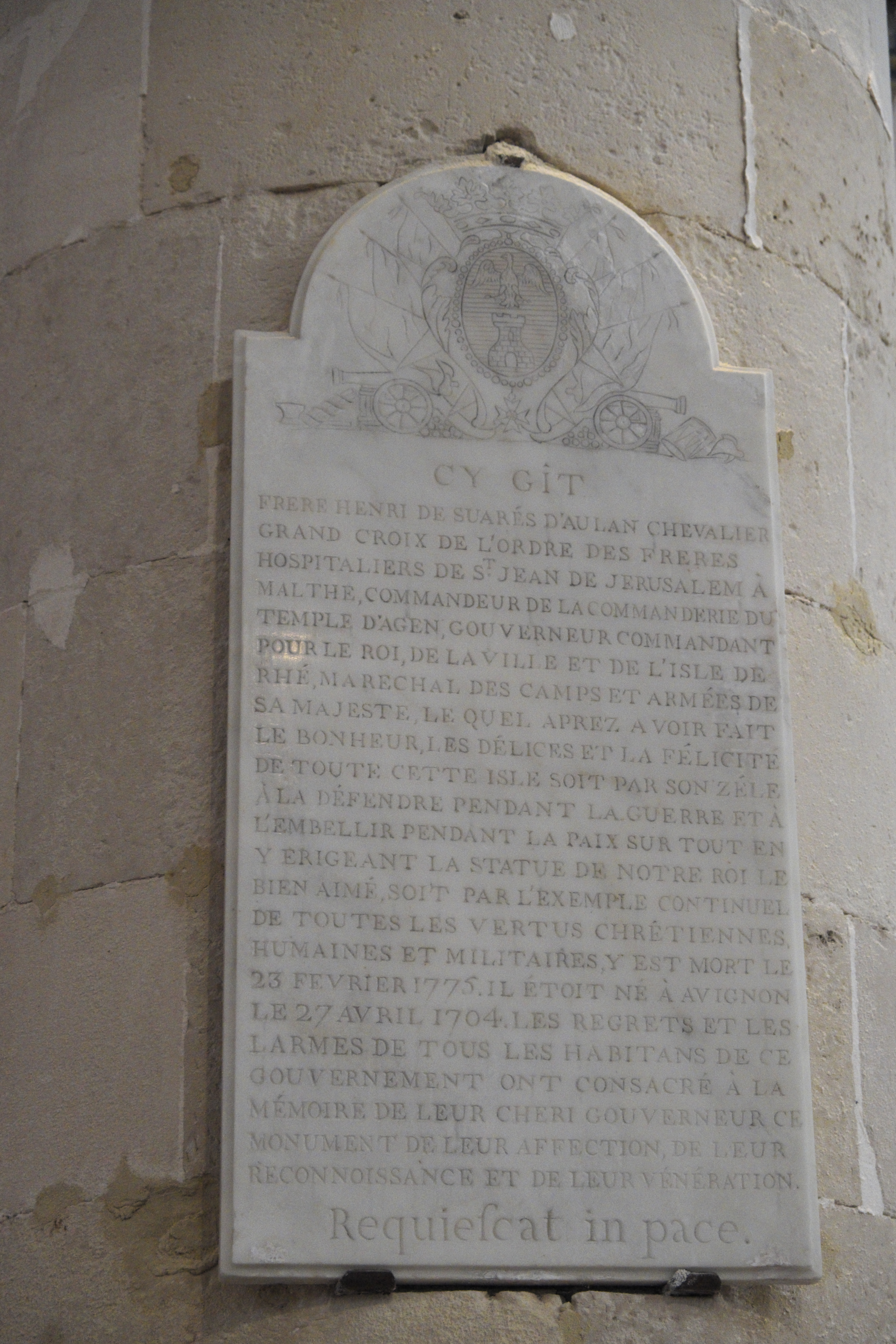

### Sources
- Jean Baptiste Pierre Jullien de Courcelles, Dictionnaire historique et biographique des généraux français, depuis le onzième siècle jusqu'en 1820, volume 9, 1823
- De La Fortelle, Fastes militaires, ou Annales des chevaliers des ordres royaux et militaires de France au service ou retirés, et des gouverneurs, lieutenants de roi, et majors des provinces et des places du royaume..., 1779